# Řád hvězdy
Řád hvězdy (paštunsky د ستوري امر‎) bylo státní vyznamenání Demokratické republiky Afghánistán založené roku 1980. Řád byl udílen příslušníkům ozbrojených sil Afghánistánu, dobrovolníkům i cizím státním příslušníkům.

## Historie a pravidla udílení
Řád byl založen dne 24. prosince 1980. Udílen byl za výjimečnou osobní odvahu, nebojácnost v bojové situaci, za vynikající organizaci a vedení bojových operací, při nichž nepřítel utrpěl významnou porážku a za vynikající činnost ke zlepšení bojové schopnosti ozbrojených sil a posílení obranyschopnosti Demokratické republiky Afghánistán. Řád byl udílen postupně od III. třídy. Po změně režimu přestal být řád udílen.

## Třídy
Řád je udílen ve třech třídách:
- I. třída
- II. třída
- III. třída

## Insignie
Řádový odznak má tvar pěticípé hvězdy o průměru 55 mm. Cípy hvězdy jsou mírně konvexní. Na přední straně uprostřed je kulatý medailon o průměru 22 mm s reliéfním vyobrazením státního znaku Demokratické republiky Afghánistán. Odznak I. třídy je pozlacený, v případě II. postříbřen s pozlaceným státním znakem a v případě III. třídy je celý postříbřen. Na zadní straně řádu je uvedena třída uděleného řádu.
Stuha pokrývá kovovou destičku ve tvaru pětiúhelníku. Stuha je z hedvábného moaré a je široká 24 mm. Na stuze jsou tři podélné stejně široké pruhy v barvě zelené, červené a černé. Na okrajích jsou bílé proužky široké 1,5 mm.
Řád se nosí nalevo na hrudi. V přítomnosti dalších vyznamenání je tento řád umístěn za ostatními řády, ale před medailemi.